# Димитър Екзеров
Димитър Георгиев Екзеров е български политик, кмет на Русе (23 декември 1952 – 15 февруари 1956; 14 април 1959 – 10 февруари 1961).

## Биографични данни
Роден е на 4 октомври 1919 г. в Русе. Завършва Мъжката гимназия. Още като младеж симпатизира на Работническата партия. Активен борец против фашизма и капитализма и член на РМС. След 9 септември 1944 г. се изявява като активен партиен организатор. Отначало е инструктор в Окръжния комитет на БКП, известно време е околийски управител на Русе, а след това отново е на партийна работа в ГК на БКП. Попада в полезрението на тогавашния първи секретар на Окръжния комитет на БКП в Русе Пенчо Кубадински и на 23 декември 1952 г. е избран за председател на Градския народен съвет.
По време на неговото кметуване се актуализира градоустройствения план и започва мащабното строителство в града. Някои от обектите са от национално значение: Дунав мост, новата жп гара, Домът на културата и Операта. Разширява се жилищното строителство, изграден е Паркът на младежта и Градският стадион.
След изтичането на мандата му е изпратен да се учи във Висшата партийна школа в София. След завръщането си е отново кмет на града за около две години.
След това е назначен за директор на предприятие „Дунавски драгажен флот“ и завършва кариерата си като инструктор в ОК на БКП.
Умира на 30 април 1992 г.